# X/Open
X/Open是1984年由多个公司联合创建的一个用于定义和推进信息技术领域开放标准的公司，X/Open和開放軟體基金會合併為The Open Group，并在1993-1996管理UNIX这个商标。